# París-Tours 2022
La 116.ª edición de la clásica ciclista París-Tours fue una carrera en Francia que se celebró el 9 de octubre de 2022 sobre un recorrido de 213,5 kilómetros con inicio en la ciudad de Chartres y final en la ciudad de Tours.
La carrera formó parte del UCI ProSeries 2022, calendario ciclístico mundial de segunda división, dentro de la categoría UCI 1.Pro y fue ganada por el francés Arnaud Démare del Groupama-FDJ. Completaron el podio, como segundo y tercer clasificado respectivamente, el belga Edward Theuns del Trek-Segafredo y el irlandés Sam Bennett del Bora-Hansgrohe.

## Equipos participantes
Tomaron parte en la carrera 24 equipos: 14 de categoría UCI WorldTeam invitados por la organización, 6 de categoría UCI ProTeam y 4 de categoría Continental. Formaron así un pelotón de 160 ciclistas de los que acabaron 128. Los equipos participantes fueron:
| WorldTeams (14)- AG2R Citroën Team - Bora-Hansgrohe - Cofidis - EF Education-EasyPost - Groupama-FDJ - Ineos Grenadiers - Intermarché-Wanty-Gobert Matériaux - Israel-Premier Tech - Jumbo-Visma - Lotto-Soudal - BikeExchange-Jayco - Team DSM - Trek-Segafredo - UAE Team Emirates ProTeams (6)- Alpecin-Deceuninck - B&B Hotels-KTM - Bingoal Pauwels Sauces WB - Arkéa-Samsic - TotalEnergies - Uno-X Pro Cycling Team Equipos continentales (4)- Go Sport-Roubaix Lille Métropole - Saint Michel-Auber 93 - Nice Métropole Côte d'Azur - Team U Nantes Atlantique |
| |

## Clasificación final
- La clasificación finalizó de la siguiente forma:[3]

| \| Clasificación general \| Clasificación general \| Clasificación general \| Clasificación general \| Clasificación general \| \| Ciclista \| Ciclista \| Equipo \| Tiempo \| \| \| --------------------- \| --------------------- \| --------------------- \| --------------------- \| --------------------- \| \| 1.º \| Arnaud Démare \| Groupama-FDJ \| 4 h 53 min 01 s \| \| \| 2.º \| Edward Theuns \| Trek-Segafredo \| + 0 s \| \| \| 3.º \| Sam Bennett \| Bora-Hansgrohe \| + 0 s \| \| \| 4.º \| Simone Consonni \| Cofidis \| + 0 s \| \| \| 5.º \| Luca Mozzato \| B&B Hotels-KTM \| + 0 s \| \| \| 6.º \| Dries Van Gestel \| TotalEnergies \| + 0 s \| \| \| 7.º \| Sandy Dujardin \| TotalEnergies \| + 0 s \| \| \| 8.º \| Matis Louvel \| Arkéa-Samsic \| + 0 s \| \| \| 9.º \| Amaury Capiot \| Arkéa-Samsic \| + 0 s \| \| \| 10.º \| Hugo Hofstetter \| Arkéa-Samsic \| + 0 s \| \| |                  |                |                 |
| |                  |                |                 |
| Fuente: ProCyclingStats |                  |                |                 |
| Clasificación general |                  |                |                 |
| Ciclista | Ciclista         | Equipo         | Tiempo          |
| 1.º | Arnaud Démare    | Groupama-FDJ   | 4 h 53 min 01 s |
| 2.º | Edward Theuns    | Trek-Segafredo | + 0 s           |
| 3.º | Sam Bennett      | Bora-Hansgrohe | + 0 s           |
| 4.º | Simone Consonni  | Cofidis        | + 0 s           |
| 5.º | Luca Mozzato     | B&B Hotels-KTM | + 0 s           |
| 6.º | Dries Van Gestel | TotalEnergies  | + 0 s           |
| 7.º | Sandy Dujardin   | TotalEnergies  | + 0 s           |
| 8.º | Matis Louvel     | Arkéa-Samsic   | + 0 s           |
| 9.º | Amaury Capiot    | Arkéa-Samsic   | + 0 s           |
| 10.º | Hugo Hofstetter  | Arkéa-Samsic   | + 0 s           |

## UCI World Ranking
La París-Tours otorgó puntos para el UCI World Ranking para corredores de los equipos en las categorías UCI WorldTeam, UCI ProTeam y Continental. Las siguientes tablas muestran el baremo de puntuación y los 10 corredores que obtuvieron más puntos:
| Posición              | 1.º | 2.º | 3.º | 4.º | 5.º | 6.º | 7.º | 8.º | 9.º | 10.º | 11.º | 12.º | 13.º | 14.º | 15.º | 16.º-30.º | 31.º-40.º |
| Clasificación general | 200 | 150 | 125 | 100 | 85  | 70  | 60  | 50  | 40  | 35   | 30   | 25   | 20   | 15   | 10   | 5         | 3         |

| Clasificación |                  |                    |         |
| Posición      | Ciclista         | Equipo             | General |
| ------------- | ---------------- | ------------------ | ------- |
| 1.º           | Arnaud Démare    | Groupama-FDJ       | 200     |
| 2.º           | Edward Theuns    | Trek-Segafredo     | 150     |
| 3.º           | Sam Bennett      | Bora-Hansgrohe     | 125     |
| 4.º           | Simone Consonni  | Cofidis            | 100     |
| 5.º           | Luca Mozzato     | B&B Hotels p/b KTM | 85      |
| 6.º           | Dries Van Gestel | TotalEnergies      | 70      |
| 7.º           | Sandy Dujardin   | TotalEnergies      | 60      |
| 8.º           | Matis Louvel     | Arkéa Samsic       | 50      |
| 9.º           | Amaury Capiot    | Arkéa Samsic       | 40      |
| 10.º          | Hugo Hofstetter  | Arkéa Samsic       | 35      |